# Arístides Esteban Hernández Guerrero
Arístides Esteban Hernández Guerrero (La Habana, 2 de septiembre de 1963) es un caricaturista, ilustrador y pintor, apodado Ares.

## Biografía
Nació en la ciudad de La Habana (Cuba) en 1963. 
Estudió medicina en la Universidad de La Habana graduándose en 1987. En 1993 terminó sus estudios en la especialidad de psiquiatría.
Publica su primera caricatura en 1984, en la revista Opina. A partir de esa fecha sus trabajos han aparecido en las principales publicaciones cubanas y numerosas publicaciones de todo el mundo. 
Ares ha participado en un gran número de eventos de humor en los que ha obtenido más de un centenar de premios, actualmente es el caricaturista cubano con mayor número de galardones internacionales en este tipo de certámenes.
Además ha ilustrado más de cincuenta libros y ha colaborado con la televisión y el cine de animación, en este último se han realizado ocho filmes de dibujos animados basados en sus caricaturas (Filminutos). 
Ha impartido cursos y conferencias sobre humor gráfico en Cuba, Irán, México, Colombia, Turquía, Canadá, Finlandia, Venezuela y España y ha sido organizador de varios eventos internacionales de caricaturas en Cuba y el extranjero. Ha trabajado como jurado internacional en salones de humor en múltiples ocasiones en varios lugares como México, Italia, Brasil, Cuba, Irán y Turquía.
En el año 1994 fue nominado por la revista especializada Witty World para figurar en la lista de los mejores caricaturistas del mundo. Fue nominado por Cuba para el Premio Quevedos de Caricatura Iberoamericana, fue incluido en el Proyecto Memoria como uno de los más relevantes artistas visuales del siglo XX en Cuba y considerado uno de los veinte más importantes caricaturistas del siglo pasado en Cuba, según la encuesta Los Veinte del siglo XX.

## Premios y distinciones
- Premio del Público,Trento (Italia 1991)
- Primer Premio Salón de Humor Piauí (Brasil 1992)
- Premio de Excelencia Yomiuri (Japón1993)
- Primer Premio Bienal de Gabrovo (Bulgaria 1995)
- Gran Premio Eduardo Abela, Bienal de San Antonio de los Baños (Cuba, 1997, 2001, 2005),
- Primer Premio Eurohumor (Italia 1998)
- Seis veces ganador del Premio al conjunto de obras en el Salón Nacional de Humorismo y ganador del Premio de Periodismo Gráfico Juan Gualberto Gómez, Cuba.
- Primer Premio Bienale Internazionale Eurohumor (Italia 2004)
- Gran Premio Muestra Mundial de caricatura Valle de Aburra (Colombia 2007)
- Primer Premio Black cat cartoon contest (Azerbaiyán 2008)
- Primer Premio Ethiopia cartoons (Etiopía 2009)
- Grand Prix Kosova awards (Kosovo 2009)
- Grand Prix World Press Cartoon (Portugal 2012)
- Primer Premio Ranan Lurie United Nations Award (USA 2015)
- Grand Prix UYACC Anticoronavirus, Beijing (China 2020)

En el año 2002 le fue otorgada por el Ministerio de Cultura de la República de Cuba la Distinción Por la Cultura Nacional.

## Libros
- Entrar por el Aro (Cuba),
- Cuba com Humor (Brasil),
- Gente de Meio-Tom (Brasil),
- Humor pelo Ares (Brasil),
- Psicoterapia, una relación de ayuda (Guatemala),
- Hooz (Irán),
- Mi psicólogo soy yo (Cuba),
- Alcohol, mito y realidad (Cuba) ,
- El Norte, el Sur y la Globalización (Italia),
- Ande el Sur (Cuba),
- Homo sapiens (Cuba),
- Ojos de Sur (Cuba),
- Historia del humor gráfico en Cuba (España)
- Caricatura cubana contemporánea I (Cuba)
- Caricatura cubana contemporánea II (Cuba)
- Caricatura cubana contemporánea III (Cuba)
- Ares, dibujos premiados (Cuba)
- Ares, Trazo consentido (Cuba)
- Ares, 100 awarded cartoons (Grecia)
- Tocar madera (Cuba)
- The World after the Coronavirus (Spain-Cuba) 2020